# Aurantiocoris cuneotinctus
Aurantiocoris cuneotinctus är en insektsart som först beskrevs av Van Duzee 1915.  Aurantiocoris cuneotinctus ingår i släktet Aurantiocoris och familjen ängsskinnbaggar. Inga underarter finns listade i Catalogue of Life.